# Michal Sedlecký
Des. Michal Sedlecký (* 12. dubna 1979) je český moderní pětibojař, mistr světa z roku 2002. V anketě Sportovec roku obsadil v roce 2002 9. místo.
V roce 2002 se stal v kalifornském Palo Altu prvním a doposud jediným českým (včetně bývalého Československa) mistrem světa v moderním pětiboji. Zvítězil výkonem 5640 bodů, druhý Švéd Johansson nasbíral o 8 bodů méně, třetí Němec Walther ztrácel bodů už 48.
V dalších letech vybojoval na MS několik medailí jako člen družstva či štafety, dalšího individuálního úspěchu ale již nedosáhl.Po ukončení kariéry se dal na dráhu trenéra mládeže. Trénoval zhruba 5 let, následně musel po neshodách s vedením Dukly s trénováním bohužel skončit.
Ve své trenérské kariéře jsi vysloužil prezdívku Mičec.
Momentálně trénuje skupinu ve klubu MP Kralupy pod křídly paní Alexandry Kučerové.